# Lestards
Lestards é uma comuna francesa na região administrativa da Nova Aquitânia, no departamento de Corrèze. Estende-se por uma área de 18,52 km². Em 2010 a comuna tinha 107 habitantes (densidade: 5,8 hab./km²).